# Accidia

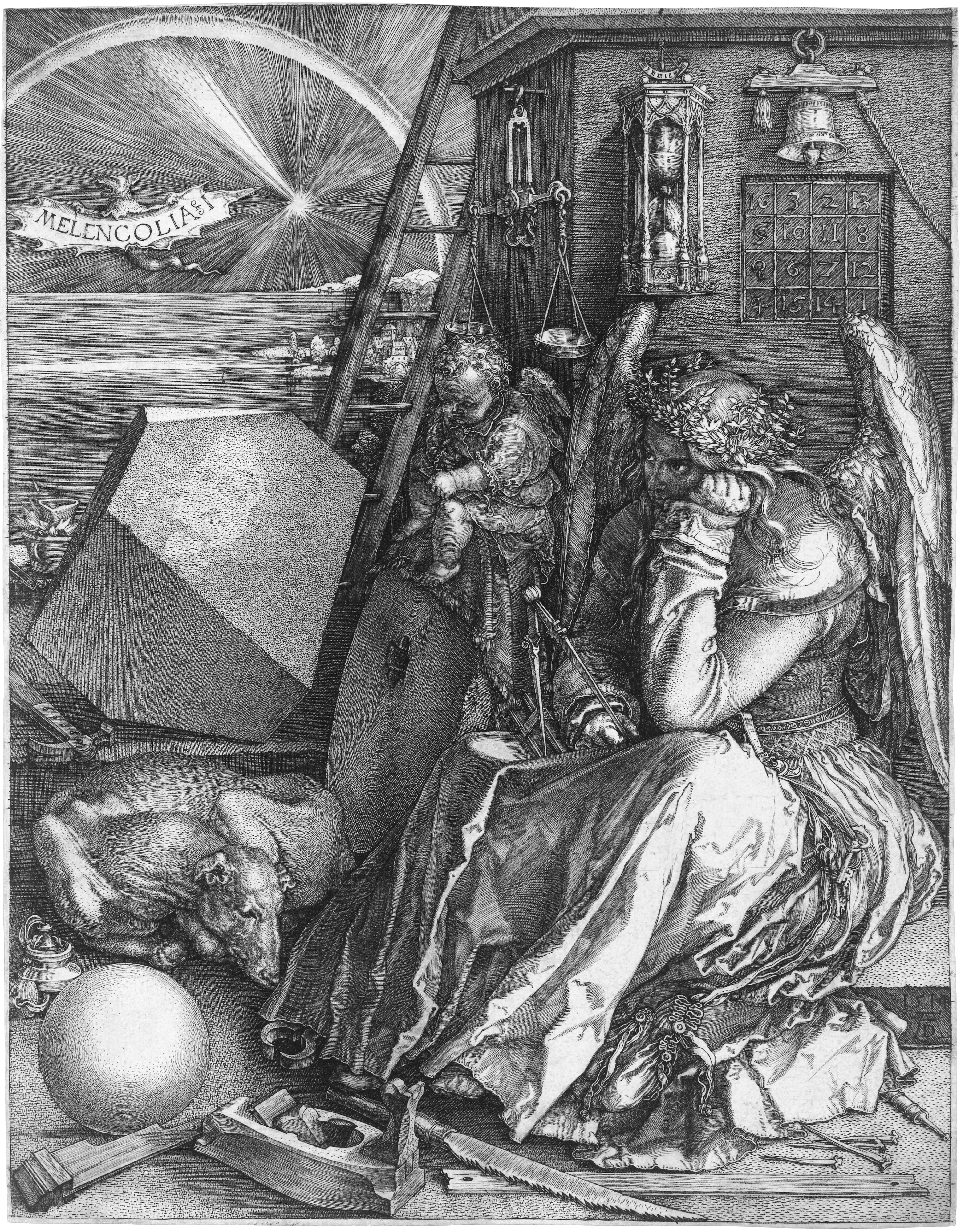
Albrecht Dürer, Melencolia I (1514), celebre rappresentazione artistica dell'accidia

L'accidia, o acedia, è l'avversione ad agire, mista a noia, indifferenza e pigrizia. L'etimologia classica fa derivare il termine dal greco ἀ (alfa privativo = senza) + κῆδος (= cura), sinonimo di indolenza., per il tramite del latino volgare acedia
Nell'antica Grecia il termine acedia (ἀκηδία) indicava, letteralmente, lo stato inerte della mancanza di dolore e cura, l'indifferenza e quindi la tristezza e la malinconia. Il termine fu ripreso nel Medioevo, quale concetto della teologia morale, a indicare il torpore malinconico e l'inerzia che prendeva coloro che erano dediti a vita contemplativa. Tommaso d'Aquino la definiva come il «rattristarsi del bene divino», in grado di indurre inerzia nell'agire il bene divino.
Il senso del termine è in stretto rapporto con quello della noia, con la quale l'accidia condivide una medesima condizione originaria determinata dalla vita contemplativa: entrambe nascono da uno stato di soddisfazione e non, si badi bene, di bisogno.
Il significato del termine accidia è oggi vago, ma resta fortemente connotato, nelle culture cristiane, di implicazioni moralistiche e negative. Nel cattolicesimo l'accidia è uno dei sette vizi capitali ed è costituito dall'indolenza nel perseguire i beni spirituali.

## Lessico

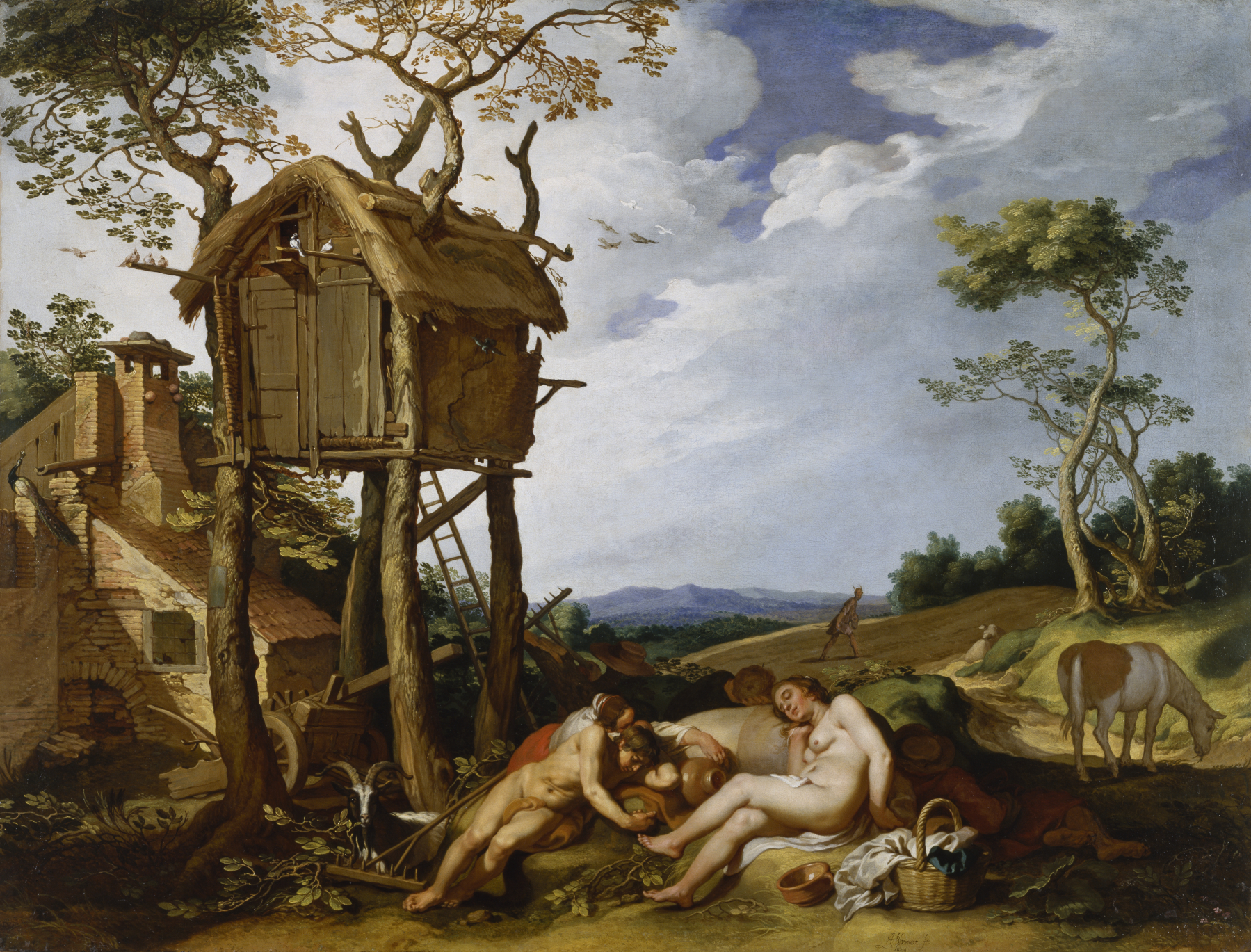
I contadini "pigri" dormono invece di lavorare: questi rappresentano la pigrizia e sono riportati nella parabola del grano e della zizzania, 1624, da Abraham Bloemaert

Jacopone da Todi, nelle Laudi, descriveva così gli effetti:
(Jacopone da Todi, Laudi - Trattato e Detti, a cura di Franca Ageno, Firenze, Le Monnier, 1953)
Dante, che nel Convivio sembra considerarla un "vizio per difetto dell'ira", nel VII canto della Commedia pone gli accidiosi nella palude Stigia, insieme con gli iracondi, mentre nel Purgatorio li colloca nel IV girone (Canto XVIII), a correre frettolosamente per la cornice, gridando esempi di sollecitudine e di accidia punita.
Francesco Petrarca ne parla nella sua opera, Secretum, la descrive come Una funesta malattia dell'animo (Secretum, Libro II). Fingendo un discorso con Sant'Agostino, fa dire a questi "Sei posseduto da una funesta malattia dell'animo, che i moderni hanno chiamato accidia, gli antichi aegritudo" (latino, malattia).
Nel lessico contemporaneo il lemma accidia / accidioso:
- è usato come sinonimo di noia e vita depressa;
- indica lo scoraggiamento, l'abbattimento e la stanchezza guardati dall'angolo visuale di chi pensa che si debba sempre fare, desiderare, meritare, conquistare qualcosa (punto di vista che è tipico soprattutto del giudicante, ma può essere anche fatto proprio dal portatore del sentimento, quando se ne ritrae disgustato e spaventato);
- rinvia, più che a questioni etiche, a questioni psicologiche, indicanti un'anomalia della volontà;
- è considerato, piuttosto che un peccato, un sintomo di depressione (essendone uno dei più “visibili”) e di conseguenza si finisce per sparire dal mondo e rimanere sempre chiusi in casa.

Banalizzato, accidioso indica anche semplicemente una personalità particolarmente incline all'ozio.
Blaise Pascal scrisse: "l'accidia è la risultante dell'alterazione degli umori in presenza di deprecabili azioni morali tipiche di chi, avendo abusato del piacere, si trova nell'impossibilità di desiderare".

## Iconografia

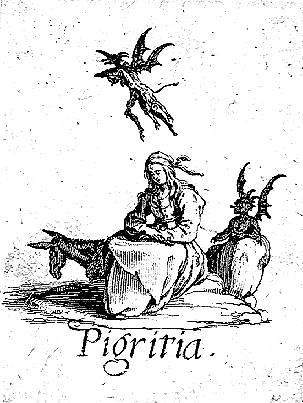
Jacques Callot, Accidia (1620)

I simboli che rappresentano l'accidia sono normalmente un uomo addormentato (che quindi non pecca, ma neppure pratica la fede) o lavori eseguiti a metà.
La più famosa rappresentazione di questo stato d'animo è la Melencolia I, di Dürer, che lo collega alla tristezza, ma anche al calcolo, alla riflessione, all'ozio creativo.